# Lepthyphantes bipartitus
Lepthyphantes bipartitus är en spindelart som beskrevs av Andrei V. Tanasevitch 1989. Lepthyphantes bipartitus ingår i släktet Lepthyphantes och familjen täckvävarspindlar. Inga underarter finns listade i Catalogue of Life.